# Golofa
Golofa là một chi bọ cánh cứng trong họ Scarabaeidae.

## Hình ảnh

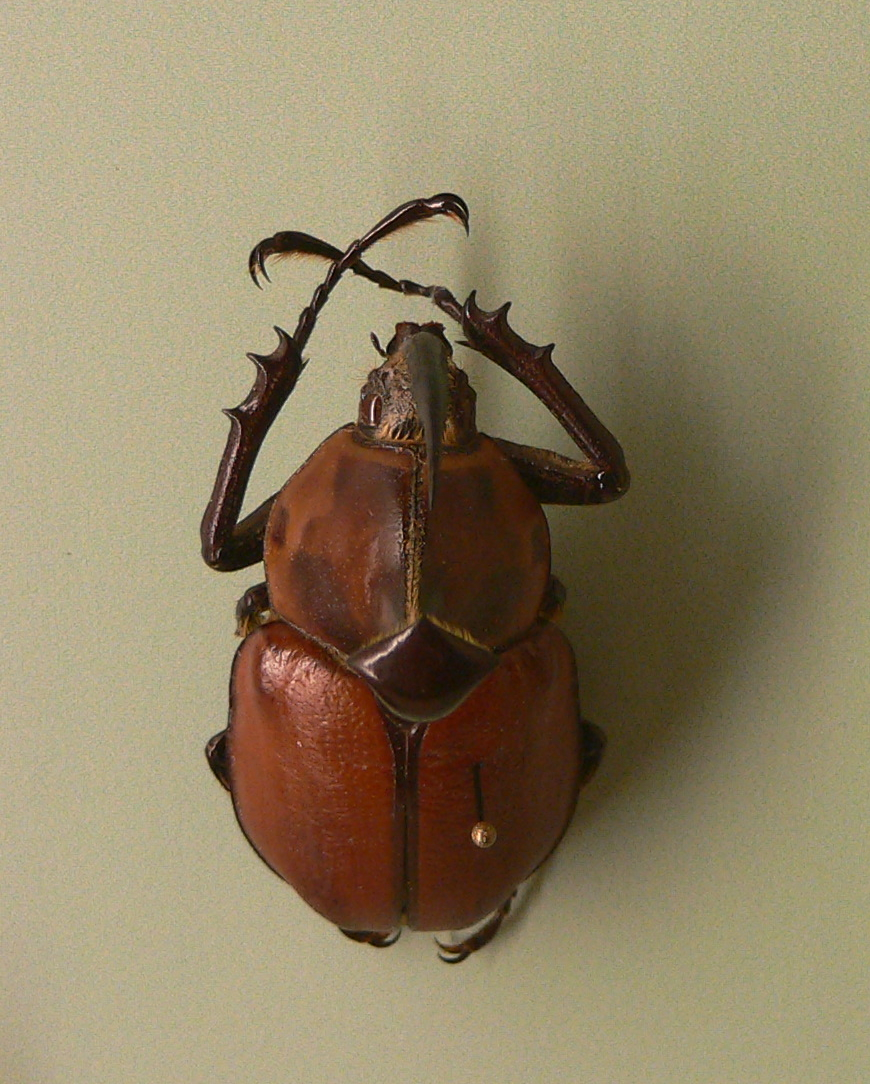
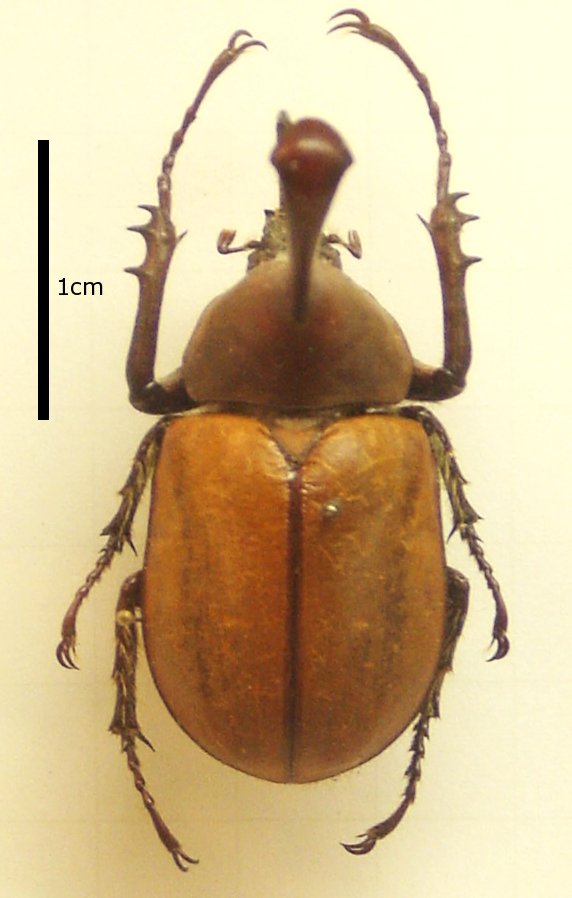
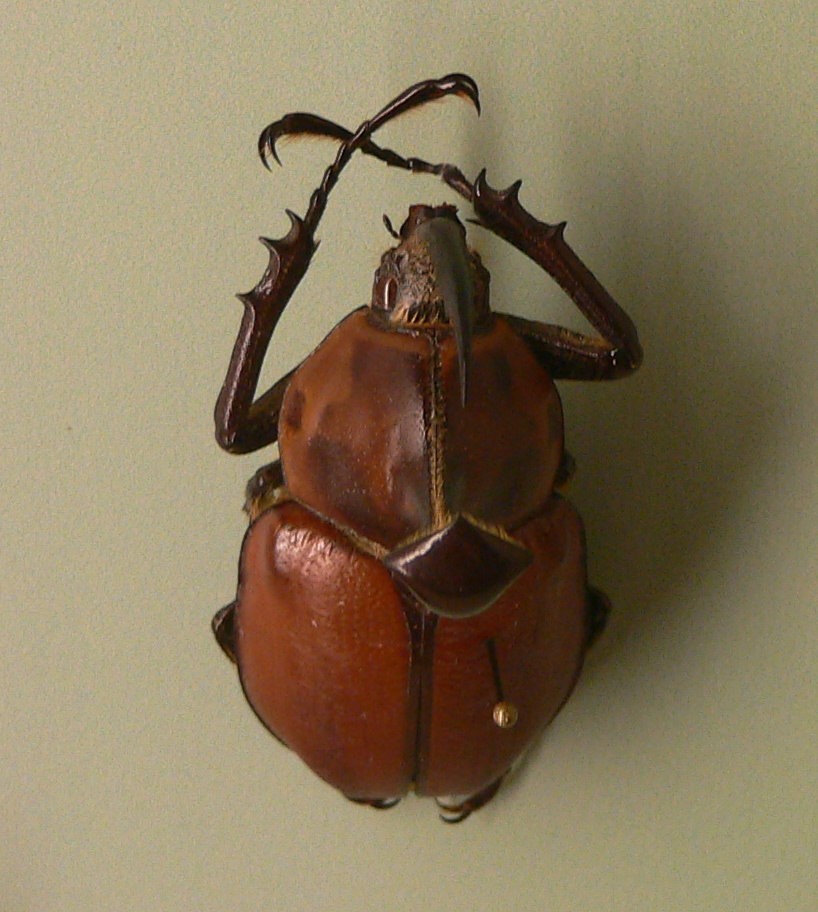
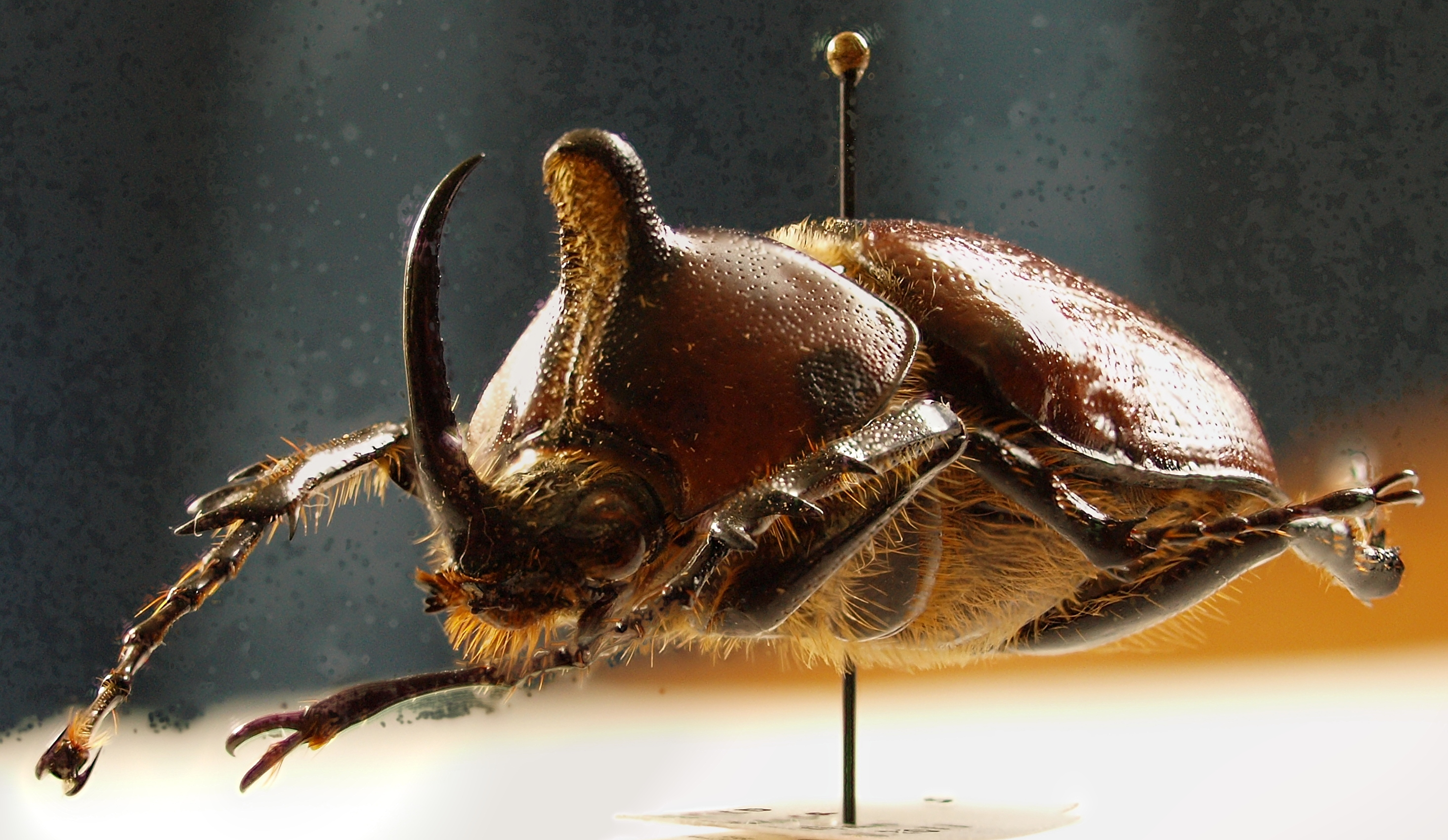

## Các loài
- Golofa aegeon
- Golofa aegon
- Golofa antiquus
- Golofa argentinus
- Golofa claviger
- Golofa clavigera
- Golofa cochlearis
- Golofa costaricensis
- Golofa costariconsis
- Golofa eacus
- Golofa gaujoni
- Golofa globulicornis
- Golofa hirsuta
- Golofa imbellis
- Golofa imperialis
- Golofa incas
- Golofa inermis
- Golofa minuta
- Golofa obliquicornis
- Golofa paradoxus
- Golofa pelago
- Golofa pelagon
- Golofa pizarro
- Golofa pizzaro
- Golofa porteri
- Golofa pusilla
- Golofa solisi
- Golofa spatha
- Golofa tepaneneca
- Golofa tersander
- Golofa testudinarius
- Golofa unicolor
- Golofa xiximeca